# فلسینوکسان
فلسینوکسان (انگلیسی: Flesinoxan) یک آگونیست قوی و انتخابی گیرنده 5-HT1A جزئی/تقریباً کامل از کلاس فنیل پیپرازین است.  فلزینوکسان که در ابتدا به عنوان یک داروی ضد فشار خون بالقوه تولید شد، بعداً مشخص شد که دارای اثرات ضد افسردگی و ضد اضطراب در آزمایش‌های جانوری است. در نتیجه، در چندین مطالعه آزمایشی کوچک انسانی برای درمان اختلال افسردگی اساسی مورد بررسی قرار گرفت و مشخص شد که دارای اثربخشی قوی و تحمل پذیری بسیار خوبی است. با این حال، به دلیل "تصمیمات مدیریتی"، توسعه فلسینوکسان متوقف شد و دیگر پیگیری نشد.

در بیماران، فلسینوکسان تأخیر خواب REM را افزایش می‌دهد، دمای بدن را کاهش می‌دهد و ترشح ACTH، کورتیزول، پرولاکتین و هورمون رشد را افزایش می‌دهد.